# Emerson Mauricio
Emerson Mauricio, né le 27 août 2002 à San Marcos, est un footballeur international salvadorien qui joue au poste d'attaquant à l'Alianza FC.

## Carrière

### En club
Formé à l'Alianza FC, il fait ses débuts avec l'équipe première le 26 mai 2024 lors de la finale clausura du championnat contre le Municipal Limeño. Il marque 4 buts dans ce match et permet à son équipe de remporter le match 5-0 et son dix-huitième titre. Il est élu homme du match et devient le premier joueur à marquer 4 buts lors d'une finale du championnat.

### En sélection
Avec les moins de 17 ans, il participe au championnat de la CONCACAF en 2019. Il dispute l'intégralité des 5 matchs disputé par le Salvador qui s'incline 5-1 en quart de finale contre le Mexique.
Il joue son premier match avec la première sélection le 7 septembre 2023 contre le Guatemala en ligue des nations de la CONCACAF. Il entre à la 66' à la place de Brayan Gil. 
Il participe à la Gold Cup 2025 et il fait trois apparitions et le Salvador est éliminé au premier tour après un nul et deux défaites.

## Palmarès
- Vainqueur du championnat du Salvador en 2024 (C) et 2025 (C).